# 반교: 디텐션
"반교: 디텐션"(返校, Detention)은 대만에서 제작된 존 쉬(서한강) 감독의 2019년 공포 영화이다. 왕정 등이 주연으로 출연하였다. 타이완의 저명한 동명의 호러 게임 반교에 기반을 둔다. 타이완 1962년을 배경으로 하며 2명의 학생이 밤중에 언덕의 고등학교에 갇힌다. 빠져나가려고 시도하면서 잃어버린 선생을 찾는 가운데 유령을 발견한다.

## 줄거리
1960년대 대만, 백색 테러 시대에 고등학생 웨이청팅은 금서들을 읽고 공부하는 비밀 독서 모임의 일원이다. 어느 날 모임이 발각되고 웨이는 체포되어 고문을 당한다. 고문 후 웨이는 폐허처럼 변한 학교에서 깨어나고, 그곳에서 기억을 잃은 동급생 팡레이신을 만난다. 그들은 학교에 갇혔다는 것을 깨닫고 실종된 장밍후이 선생님을 찾아 나선다. 학교를 탐색하는 동안, 그들은 랜턴을 든 군인 유령을 만나고, 독서 모임의 다른 멤버가 금서를 불태우는 것을 목격한다. 그는 누군가 밀고했음을 알려주지만 유령에게 공격당한다.
독서 모임의 다른 멤버들은 팡레이신을 밀고자라고 몰아세운다. 회상 장면을 통해, 팡레이신은 어려운 가정환경과 장 선생님과의 로맨틱한 관계 때문에 힘들어했던 것이 밝혀진다. 팡레이신은 장 선생님이 다른 선생님과 관계가 있다고 오해하고, 자신을 좋아하던 웨이를 이용해 금서를 빌린 후 정부에 밀고한다. 결국 장 선생님을 포함한 독서 모임 멤버들은 체포되고 처형당한다. 팡레이신은 자신의 행동에 대한 죄책감으로 자살하지만, 기억을 억누른 채 지옥 같은 연옥에 갇혀있었다. 장 선생님의 영혼은 팡레이신에게 웨이를 구하고 기억하라고 말한다.
팡레이신은 웨이를 구하지만 랜턴 유령에게 잡힌다. 유령은 팡레이신에게 과거를 잊고 죄를 부정하라고 유혹하지만, 그녀는 거부하고 유령을 물리친다. 팡레이신은 웨이가 학교를 탈출하도록 돕고 자신은 남는다. 탈출에 성공한 웨이는 감옥에서 깨어나 자신의 죄를 고백한다.
몇 년 후, 중년이 된 웨이는 폐교된 학교를 방문한다. 그는 장 선생님의 유언에 따라 숨겨진 금서를 발견하고, 빈 교실에서 팡레이신의 영혼에게 책을 건넨다. 책 속에는 팡레이신이 장 선생님에게 받은 옥 팬던트와 다음 생에서 다시 만나자는 내용의 마지막 편지가 들어 있었다.

## 출연

### 주연
- 왕정 (王淨): 방예흔/팡루이신 (方芮欣) 역
- 증경화 (曾敬驊): 위중정/웨이중팅 (魏仲廷) 역
- 부맹백 (傅孟柏): 장명휘/장밍후이 (張明暉) 역
- 채사운 (蔡思韵): 은취함/인추이한 (殷翠涵) 역

### 조연
- 이관의 (李冠毅) : 황문웅/후앙원슝 (黃文雄) 역
- 반친어 (潘親御) : 유성걸/요우셩지에 (游聖傑) 역
- 주굉장 (朱宏章) : 백국봉/바이궈펑 (白國鋒) 역
- 하정정 (夏靖庭): 방도근/팡다오친 (方道勤) 역
- 장본유 (張本渝): 이묘자 (李妙子) 역
- 운중악 (雲中岳): 중년 위중정/웨이중팅 역
- 유사민 (劉士民) : 고우신/가오위신 (高雨新) 역
- 이목 (李沐) : 주흔/조우신 (周欣) 역
- 왕가원 (王可元) : 황우신/후앙요우신 (黃又新) 역

## 기타
- 미술: 왕지성 (王誌成)
- 의상: 시소유 (施筱柔)